# Kim Min-soo
Kim Min-soo (kor. 김민수; ur. 22 stycznia 1975) – południowokoreański judoka. Srebrny medalista olimpijski z Atlanty 1996, w kategorii do 95 kg.
Medalista wielu światowych i kontynentalnych turniejów.

## Letnie Igrzyska Olimpijskie 1996
| Konkurencja | Rundy eliminacyjne           | Rundy eliminacyjne         | Rundy eliminacyjne    | Runda finałowa            | Runda finałowa        | Klas. końcowa |
| Konkurencja | Przeciwnik I                 | Przeciwnik II              | Przeciwnik III        | 1/2                       | Finał                 | Miejsce       |
| ----------- | ---------------------------- | -------------------------- | --------------------- | ------------------------- | --------------------- | ------------- |
| 95 kg       | Vernharð Þorleifsson (ISL) Z | Dmitrij Siergiejew (RUS) Z | Ben Sonnemans (NED) Z | Stéphane Traineau (FRA) Z | Paweł Nastula (POL) P | 2.            |